# Phrynichus reniformis
Espèce
Synonymes
- Phalangium reniforme Linnaeus, 1758

Phrynichus reniformis est une espèce d'amblypyges de la famille des Phrynichidae.

## Distribution
Cette espèce est endémique du Sri Lanka.

## Systématique et taxinomie
La validité de cette espèce est discutée.

## Publication originale
- Linné, 1758 : Systema naturæ per regna tria naturæ, secundum classes, ordines, genera, species, cum characteribus, differentiis, synonymis, locis. Tomus I. Editio decima, reformata. Holmiæ,. Salvius, p. 1-824 (texte intégral).